# Sanctuaire de la Brugarola
Le Sanctuaire de la Brugarola se trouve dans la commune d'Ailoche, dans la province de Biella, dans le Piémont. Il a été construit en 1722 et il est dédié à la Madonna d'Oropa,.
Près de l'église se trouve une structure jadis utilisée pour le logement des ermites.
Avec le Sanctuaire de la Novareia (Portula), le Sanctuaire de Banchette (Bioglio) et le Sanctuaire du Mazzucco (Camandona), il est l'un des sanctuaires mineurs du Biellais, lesquels étant connectés par les sentiers de CoEur - Au cœur des chemins d'Europe et du Chemin de Saint-Charles.
Il a été érigé autour de la colonne votive avec la peinture de la Vierge noire d'Oropa. La façade est décorée avec stucs et statues. L'autel principal est consacré à la Vierge représentée entre Eusèbe de Verceil et Bernard de Menthon. Les autels latéraux sont dédiés à saint Pierre et à François d'Assise.

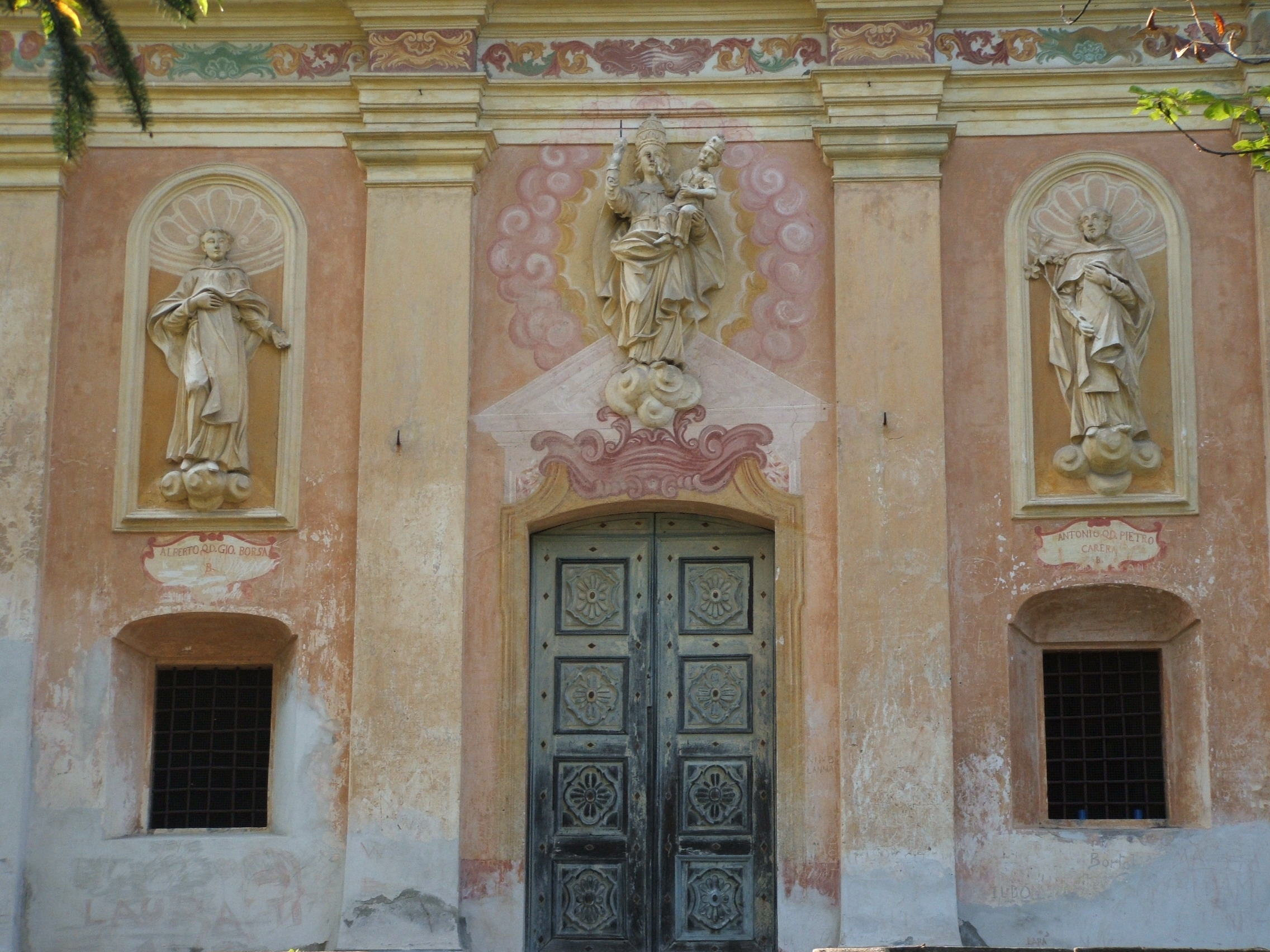
Detail de la façade